# Laurent Benaïm
Pour les articles homonymes, voir Bénaïm.
Laurent Benaïm, né le 24 août 1965, est un photographe français. Sa spécialité est la photographie érotique de modèles amateurs ; il travaille essentiellement avec de la gomme bichromatée, procédé photographique datant du XIXe siècle.

## Biographie
Laurent Benaïm est né à Paris dans le 8e arrondissement, de parents travaillant tous les deux dans le milieu de la télévision : son père en tant que chef décorateur dans l’audiovisuel, sa mère en tant que maquilleuse.
Il étudie la photographie en 1982 à l'EFET (enseignement supérieur privé de photographie audiovisuel), Paris. Ses études terminées en 1985, il entre dans l'armée de l’air et y travaille comme photographe en Afrique. Deux ans plus tard, il retourne en France et commence à photographier pour la publicité en indépendant[réf. souhaitée].
En 1990, Laurent Benaïm commence aussi à travailler pour l'entreprise Lefevre, photographiant des monuments historiques[réf. souhaitée].

## Œuvre
Laurent Benaïm fait son tout premier projet photographique autour du nu vers l’âge de 22 ans.
Alors qu’il travaille dans la publicité, des restrictions budgétaires limitent son activité commerciale et il décide de se consacrer exclusivement à la photographie érotique[réf. souhaitée].
Il découvre la gomme bichromatée il y a à peu près 25 ans[Quand ?] au cours d’une visite alors qu’il recherche un local : un énorme tirage accroché au mur le pousse à faire ses recherches dans une bibliothèque. Il trouve un livre daté de 1850 dont il s’aide pour développer sa première gomme chez lui dans une assiette à soupe. Tombant immédiatement sous le charme, la gomme devient son medium favori. Il continue aujourd'hui[Quand ?] à utiliser cette technique de développement, se concentrant davantage sur les effets de la lumière sur son œuvre. Ceci lui attire des comparaisons avec, par exemple, Man Ray et Patrick Faigenbaum. Il dit aussi préférer la photographie en noir et blanc.
Pendant ses premiers shootings sexuels, il photographie des couples et leur laisse le champ libre. Progressivement, ses projets deviennent plus élaborés, employant jusqu'à 30 modèles et recrutant parfois des volontaires venus de toute l'Europe. Au fil du temps, il se fait connaître grâce à ses clients, ainsi qu’à travers Tumblr et FetLife aux États-Unis. Les participants aux prises de vues deviennent de plus en plus « kinky », et son travail photographique évolue vers une exploration des sexualités dans leurs diversités, explorant « toutes les silhouettes, les genres et les fantasmes. »
Malgré ses photos autour de sexualités moins conventionnelles, Laurent Benaïm ne s’identifie pas comme militant, recherchant plutôt a susciter des réactions. Il dit ne pas juger les fantaisies de ses clients : « mes modèles sont représentatifs de femmes et d’hommes qui en parallèle d'une vie active et sociale bien remplie s’équilibre du fait par exemple de revêtir un costume associé à une séance de soumission. Libre à chacun d’interpréter ce qui démontre selon moi une forme de liberté et de jouissance ludique permettant d'explorer « l'Humain » ».
Son travail apparaît dans diverses publications, dont trois éditées par l'Atelier du Chat Soleil qu’il monte avec des amis[réf. nécessaire].
En 2016, Laurent Benaïm est sélectionné par le magazine Vice pour faire partie de leur collection Nos photos préférées de 2016[source secondaire souhaitée].
En 2019, en collaboration avec Dian Hanson, Laurent Benaïm publie un ouvrage de 300 de ses clichés aux éditions Taschen[source secondaire souhaitée].

## Expositions (sélection)
- 2016 : Laurent Benaïm : Sur Moi. Voies Off, Rencontres d'Arles, Arles, France[4],[6].
- 2014 : Doda de l'ordre et de l'absurde[7], Bordeaux, France
- 2011 : The Shape of Us. Kinsey Institute for Research in Sex, Gender, and Reproduction (en), Indiana University, États-Unis[8].
- 2008 : Musée de l’érotisme, Paris, France[9].

## Publications
- Corpus Delicti, Atelier du Chat Soleil, 2002.
- Lunacy Things, Atelier du Chat Soleil, 2008.
- Chaires amies, Atelier du Chat Soleil, 2011.
- (en) Laurent Benaim. (trad. de l'anglais), Faire l'amour, Köln/Paris, Taschen, 2018, 215 p. (ISBN 978-3-8365-6835-7 et 3-8365-6835-7, OCLC 1019643989, présentation en ligne).
- Endorphine, Editions Incarnatio- Normal Magazine, 2022